# Apteronotus mariae
Apteronotus mariae är en fiskart som först beskrevs av Eigenmann och Fisher, 1914.  Apteronotus mariae ingår i släktet Apteronotus och familjen Apteronotidae. Inga underarter finns listade i Catalogue of Life.